# 鄭耕老
鄭耕老（1108年—1172年），字穀叔，莆田（今屬福建）人。
紹興十五年（1145年）進士，補懷安縣主簿，改調溫州司法參軍，歷任明州教授。擢拔為國子監主簿，添差福建安撫司機宜文字。晚年歸里講學，《蘭陔詩話》云：“公经术湛深，筑书堂于木兰坡上，讲学其中，一时名士多从之游。”乾道八年卒，年六十五。著作已佚。